# Шевченко Іван Теодосович
Івáн Теодóсович (Феодóсійович) Шевчéнко (22 березня 1905, Новий Стародуб, Єлисаветградський повіт, Херсонська губернія, Російська імперія, тепер Петрівський район, Кіровоградська область, Україна — 7 липня 1993, Київ, Україна) — український науковець-клініцист, хірург, доктор медичних наук, професор, заслужений діяч науки України. Директор Київського науково-дослідного рентгено-радіологічного та онкологічного інституту (1945—1971).

## Біографія
Народився в багатодітній селянській родині. Закінчив Херсонську фельдшерську школу, 1930 року — Харківський медичний інститут. Працював лікарем-хірургом на Харківщині, надалі — в Києві: головний лікар санаторно-курортного управління, завідувач хірургічного відділення одного з медичних об'єднань, начальник курортно-санаторної служби Південно-Західної залізниці. Закінчив аспірантуру при Київському медичному інституті. 1940 року захистив кандидатську дисертацію на тему «Про передраковий стан». Призначений доцентом кафедри хірургії Київського інституту вдосконалення лікарів. Серед вчителів і наставників: професор І. Я. Пивовонський, академіки О. О. Богомолець, М. Н. Бурденко.
Під час німецько-радянської війни — військовий лікар, начальник медичної служби оборонних формувань Народного комісаріату шляхів сполучення, провідний хірург медичної служби госпіталів Шостої Армії.
У 1945-71 роках очолював Київський рентгено-радіологічний та онкологічний науково-дослідний інститут МОЗ України, у 1975-76 роках — керівник його другого клінічного відділення (тепер — науково-дослідний відділ пухлин голови, шиї та модифікуючих методів лікування Національного інституту раку), з 1971 року — завідувач кафедри онкології Київського інституту вдосконалення лікарів, головний спеціаліст республіки в галузі онкології (1975).
Дружина — Калерія Ганіна, доктор медичних наук, професор, заслужений діяч науки України.

Могила Івана Шевченка

Помер на 89-му році життя 7 липня 1993 року. Похований на Байковому кладовищі поряд із дружиною (ділянка № 27а, 50°25′5.80″ пн. ш. 30°30′18.80″ сх. д. / 50.4182778° пн. ш. 30.5052222° сх. д.).

## Наукова діяльність
Автор понад 250 наукових праць, з них 13 монографій. Одна з основних праць, монографія «Злоякісні пухлини та хвороби, що їм передують» (К., 1965,1973), стала узагальненням двадцятип'ятирічної роботи автора в онкологічній клініці Київського науково-дослідного рентгено-радіологічного та онкологічного інституту.
Досліджував проблеми профілактики, діагностики і патогенетичного лікування злоякісних пухлин, взаємодії пухлин і організму, онкогенетики. Автор розробки рентгено-радіумхірургічного методу з опромінюванням операційного поля після видалення пухлин. Разом з дружиною, професором К. П. Ганіною започаткував новий напрямок у медицині — онкогенетику. Під його керівництвом виконано і захищено 18 докторських і 54 кандидатські дисертації.
Організатор системи протиракової боротьби в Україні у повоєнні роки. За його участі створено широку мережу онкодиспансерів в областях республіки, розроблено триступеневу форму охоплення населення профілактичним оглядом.
За ініціативи і під безпосереднім керівництвом професора Шевченка у 1960-і роки в Києві було споруджено новий комплекс інституту з 8 корпусів (вул. Ломоносова, 33/43, тепер Національний інститут раку). Учасник Міжнародних протиракових конгресів (Сан-Паулу, Бразилія, 1954 рік, Х'юстон, США, 1970 рік та ін.). З 1956 очолював Українське наукове товариство лікарів-онкологів. Почесний член Всесоюзного, а також Білоруського та Казахського наукових товариств лікарів-онкологів. Багаторічний член Товариства культурних зв'язків з українцями за кордоном.

## Нагороди, звання
Нагороджений шістьма орденами: Трудового Червоного Прапора, Вітчизняної війни 1-го і 2-го ступенів та іншими, медалями.
Доктор медичних наук (1950), професор (1951), заслужений діяч науки України (1963).

## Пам'ять
На фасаді одного з корпусів Національного інституту раку відкрито меморіальну дошку з барельєфним портретом І. Т. Шевченка (1996, бронза, скульптор І. Шаповал).